# Xavier Alcalá
Francisco Xavier Alcalá Navarro, Xavier Alcalá como escritor (Miguelturra, Ciudad Real, 1947) es un escritor español en lengua gallega.

## Biografía
Ingeniero de telecomunicaciones y doctor en Informática, vivió en Ferrol desde su infancia y colabora con diversos periódicos gallegos.
Autor de artículos y crónicas periodísticas, narraciones cortas, novelas, libros de viaje y traducciones. En su obra trata especialmente el tema de la emigración y desarrolla con rigor la intriga y las aventuras. Escribió también letras de canciones para Andrés do Barro. Su obra cuenta con distintos premios tanto por artículos como por narraciones cortas y novelas...

## Obra literaria

### Novela
- A Ínsua, Alvarellos Editora, 1978.
- A Nosa Cinza, Follas Novas (editorial), 1980. Reeditada por Editorial Nós en 1982 y 1983, 1988, 1989, 1991, 1992, 1993, 1994, 1995, 1997, 1999, 2001, 2004, 2008, 2013 y 2019 (las siete últimas ediciones comentadas).  Editada desde Amazon ewn castellano como El calor de la ceniza en 2020.
- Fábula, (Premio de la Crítica Española y Premio Cidade da Coruña). Editorial Galaxia, 1984, 1986, 1993 y 2015, y por La Voz de Galicia en 2003. Editada en versión castellana por Rinoceronte, 2011.
- Nos Pagos de Huinca Loo, Editorial Nós, 1982. Reeditada por Editorial Galaxia en 1992 (nueva versión). Editada en castellano por Galaxa-Mar Maior Argentina en 2015.
- Tertúlia, Ed. Sotelo Blanco, 1985.
- Fumes de Papel, Editorial Vía Láctea, 1988. Reeditada por Vía Láctea en 1989 y por Editorial Galaxia en 1992.
- Cárcere Verde, Editorial Galaxia,1990. Reeditada por Galaxia en 1990, 1991 y 2004. Editada en castellano con el título de "Contra el Viento" por Editorial SM en 1990 , 1993 y 1994. Reeditada (formato ePub) por Gratisepub en 2011 y por Algueirada en 2014.
- Latitude Austral, Editorial Galaxia, 1991. Reeditada por Editorial Galaxia en 1992.
- Código Morse, Edicións Xerais, 1996. Editada en versión castellana por Valdemar en 1997. Reeditada por Editorial Galaxia en 2010.
- La Habana Flash, Editorial Galaxia, 1998. Editada en versión castellana como "Habana Flash" por Nowtilus, 2009.
- Alén da desventura, (Premio Blanco-Amor), Editorial Galaxia, 1998. Reeditada por Editorial Galaxia en 1999. Editada en castellano por Ézaro en 2008 con el título de Al sur del mundo y por Algueirada (formato ePub) en 2014.
- Trilogía Evanxélica memoria, Editorial Galaxia.
  - Primera parte: Entre fronteiras, Editorial Galaxia, 2004. Editada en castellano con el título de "Entre fronteras" por Ézaro en 2006 . Reeditada por Editorial Galaxia en 2014.
  - Segunda parte: Nas catacumbas. Editorial Galaxia. 2005. Premio da Crítica de Galicia (2006). Editada en castellano con el título de "En las catacumbas" por Ézaro en 2009.
  - Tercera parte: Unha falsa luz. Editorial Galaxia. 2007. Editada en castellano con el título de "Una falsa luz" por Ézaro en 2009.
- Verde oliva, Ed. Nowtilus, versión castellana , Ed Galaxia versión gallega, 2012.
- The Making of, Editorial Galaxia, 2018, reeditada en 2019.

### Narraciones cortas
- Voltar, Editorial Galaxia, 1972; reeditada por Galaxia en 1988 y por Diario 16 de Galicia en 1992.
- A Fundición (Premio Pedrón de Ouro), Ed. do Castro, 1978.
- O Larvisión (Premio Francisco Lanza), Ed. do Castro, 1981.
- O Larvisión e outros relatos, Ed. Xerais, 1984.
- Los Angeles Flash, Ed. Xerais, 1989 y en Unha liña no ceo, Ed. Xerais, 1996.
- O cabalo da cor vermella, en Antoloxía do conto galego, Editorial Galaxia, 1989 y sucesivas ediciones.
- Far South, Ed. Ir Indo, 1991.
- Contos das Américas, Ed. Xerais, 1992. Editada en castellano por Meubook, 2010, y (formato ePub) por Algueirada en 2014.
- Contos do Impaís, Ed. Xerais, 1992.
- Sucinto informe, Ed. Consellería de Cultura, 1992. También aparece en Manual e escolma do relato galego, Ed. Sotelo Blanco, 1995, y en Paisaxes con palabras, Ed. Galaxia, 2001
- Relación de feitos de sangue (Premio Manuel Murguía), Ed. ACK, 1994; Ed. Laiovento, 1995
- Hotel Damasco (Premio Vilalba), Ed. Nigra, 1995, y en Palabras da montaña, Ed. Abano, 2006. Editada (formato ePub) en castellano por Algueirada y en inglés por Brit Es.
- O petiso Montotto, en Berra liberdade, Ed. Galaxia, 1996
- Bonchul, en Boletín Galego de Literatura, Universidade de Santiago, 1997
- Palabras de cacique, en Longa lingua, Ed. Xerais, 2002
- O tafetán, Ed. Embora, 2003
- Piñón de Ferrol, Ed. Xerais, 2003
- Fóra de obxectivo, Ed. A nosa Terra, 2003
- A guerra de Creta, en A semente aquecida da palabra, Ed. Consello da Cultura Galega, 2003
- Evaristo do cine, en Conto galego do século XX, Ed. Galaxia, 2006 y 2007
- Irene e a poli, en la colección Contos de agardar. Asociación de Funcionarios pola Normalización Lingüística, 2007

### Narraciones de viajes
- El vasco Santamarina, en la Revista da Comisión Galega do V Centenario, 1989.
- Arxentina. Ed. Xerais, 1990.
- Baixo o Cruceiro do Sul, en DORNA 16, Ed. Universidade de Santiago, 1990.
- Viaxes no país de Elal. Ed. Galaxia, 1992.
- Informe do Paraguai, en DORNA 19, Ed. Universidade de Santiago, 1992.
- Argentina. Ed. Anaya Touring, 1993. Reeditada (formato ePub) por Algueirada en 2014.
- Viaxando: o tren ás nubes, en Contos da ruta, Ed. Caixa Galicia, 1996.
- Antonio Soto Canalejo, en A Galicia exterior, Ed. Xunta de Galicia, 1997.

### Traducciones
- A Illa do Tesouro, traducción completa completa y anotada de Treasure Island de R. L. Stevenson, Ed. Xerais, 1984. Reeditada por Xerais numerosas veces desde entonces.
- Un Estudio en Escarlata, traducción completa y anotada de la novela de Conan Doyle, versión, Ed. Xerais, 1986.

### Método de lengua
- O Galego Hoxe (en colaboración), Ed. La Voz de Galicia, 1978. Reeditado por La Voz numerosas veces.

### Guías
- Guía da provincia da Coruña, Ed. Caixavigo, 1996.
- Memoria de Ferrol, Ed. Xerais, 2002.

### Ensayo y entrevistas
- A galeguidade empresarial, Ed. Xunta de Galicia, 1996
- Discurso do novo século, Ed. Xunta de Galicia, 1996

## Colaboraciones periodísticas
Desde 1971, Xavier Alcalá ha mantenido una prolífica y continuada colaboración con diversas cabeceras periodísticas, además de múltiples colaboraciones ocasionales en diversas publicaciones.

### Frecuencia diaria
- A Voapluma - El Ideal Gallego y Diario de Ferrol

### Frecuencia semanal
- Desde a Última Trincheira - El Ideal Gallego
- Desde a Primeira Liña -  El Ideal Gallego
- Do Caderno ao Prelo -  El Ideal Gallego
- O Impaís - Faro de Vigo
- Do Caderno ao Prelo (Suplemento Cultural) - El Correo Gallego
- Faro do Burgo (Opinión, 3ª página) - El Correo Gallego
- A Galicia que vén (Opinión, 3ª página) - El Correo Gallego
- Xentes de oficio (entrevistas) - O Correo Galego
- Galicia aberta - El Mundo (Edición Galicia)
- Pluma ao voo - El Mundo (Edición Galicia)
- Hoxe mércores - El Mundo (Edición Galicia)
- Caderno de viaxe - La Voz de Galicia
- Caderno da vida - La Voz de Galicia
- A voo de tecla - La Voz de Galicia
- Cartas aos amigos - revista Galicia en el Mundo

### Frecuencia quincenal
- Revista O Comarcal

### Frecuencia mensual
- A vuelapluma - Revista BIT
- Diario El Mundo (Extra de Telecomunicaciones)
- Revista Eco
- Noticias técnicas
- Eido común
- A xanela
- Place du Luxembourg
- Revista Galegos/Gallegos (entrevistas a profesionales)

### Otras colaboraciones
Además de las colaboraciones periódicas antes citadas, Xavier Alcalá también ha colaborado con artículos ocasionales sobre temas diversos en las revistas Teima, Man Común, Luzes de Galiza y Economía Gallega y en los diarios El Progreso y La Región.